# Deček si izdira trn
Deček si izdira trn, imenovan tudi Fedele (Fedelino) ali Spinario, je grško-rimski helenistični bronasti kip dečka, ki si izdira trn iz podplata in je zdaj v Palazzo dei Conservatori (Konzervatorska palača) v Rimu. Rimski marmor iz Medičejske zbirke pa je v koridorju galerije Uffizi v Firencah.

## Motiv
Deček si izdira trn sedi na balvanu, leva noga je prekrižana čez desno stegno. Z levo roko drži podplat leve noge, z desno pa vleče neviden trn iz podplata. Glava je nagnjena čez nogo. Lasje so drobno skodrani in padajo na obe strani.

## Različice
Tako imenovani "Kapitolski deček s trnom"je najbolj znana različica in se nahaja v Palazzo dei Conservatori v Rimu. Kip je izdelan iz brona in je visok 73 cm brez podstavka. Verjetno je eden redkih kipov, ki so bili kdaj vidni nad površjem zemlje. To je zapisano z podrobno navedbo v simulaker valde ridiculosum, quod priapum dicunt ('najbolj smešen kip, ki se imenuje Priap') v rokopisu De Mirabilibus Urbis Romae ('O čudežih Rima') magistra Gregorija iz 12. stoletja. 
Verjetno je bil eden od kipov, ki jih je papež Sikst IV. prenesel v Palazzo dei Conservatori v 1470-ih, čeprav tam ni bil zabeležen do leta 1499-1500. 
Dolgo je kip veljal za izvirnega iz 5. stoletja pr. n. št. in včasih pripisan Lizipu, dvornemu kiparju Aleksandra Velikega. Ker je bila glava dečka očitno v pokončnem položaju glede na padanje kodrov, ki ne spremljajo nagnjenosti položaja glave, je bilo ugotovljeno, da je bil Kapitolski Deček s trnom stiliziran v slogu klasicizma po koncu helenističnega obdobja.  Desna roka je bila odlomljena in dodana ločeno.
Marmorna figura, izkopana na Esquiline leta 1874, imenovana Castellanijev Deček si izdira trn, se nahaja v Britanskem muzeju v Londonu. Velikost je 73 cm in je narejena po rimski kopiji iz 1. stoletja n. št., po grškem izvirniku iz 3. stoletja pred našim štetjem. Dve izvrtini kažeta, da je bil Castellanijev deček uporabljen kot dekoracija vodnjaka. Njegova desna spodnja noga je odlomljena.
Na začetku zgodnje renesanse ga je ponovno obudil Filippo Brunelleschi, ko ga je okoli leta 1402 uporabil kot model za figuro na bronastih vratih pri obnovi krstilnice svetega Janeza v Firencah.
Marmorni kip Gustava Eberleina iz leta 1886 združuje motiv deček si izdira trn z motivom Bakha; prejel je zlato medaljo in ga je naslednje leto kupila Narodna galerija v Berlinu. 

## Odziv
Mitološke interpretacije kipa so zajemale Lokrosa, sina Zevsa in Maire (hčerka Proita). V grški mitologiji je Lokros prednik ozolijske Lokride, ki si po legendi poškoduje nogo in pozneje prizna izpolnitev prerokbe in postane graditeljica mesta.
V srednjem veku je trn veljal za simbol izvirnega greha; kip je bil razlagan kot grešnik, ki je bil namenjen po pravi poti. V tem kontekstu se je motiv obširno uporabljal na kapitelih, fasadah, mestnih vratih in tudi na nagrobnikih.
Heinrich von Kleist v svojem eseju Über das Marionettentheater omenja kip, ki se osredotoča na vpliv človeške zavesti na naravno milost. Pripovedovalec govori o mladeniču, katerega izobrazba je bila takrat čudovita milost. Ko ga graciozno, nezavedno gibanje spominja na mladega človeka, ki potegne delček iz svoje noge, skuša to znova ponoviti, vendar poskus, kot bi ga bilo mogoče preprosto predvideti, ni uspel. Dvignil je nogo, zmeden, tretjič in četrtič in ga dvignil še desetkrat: za nič! ni mogel ponovno narediti istega giba [...].
Adolph Menzel je na razstavi v Berlinu izdelal štiri skice Castellanijevega Spinaria.
V romanu Thomasa Manna Smrt v Benetkah, Gustav von Aschenbach primerja Tadzia z Dečkom, ki si izdira trn. (»Mož je pazljivo postavil škarje na svoje lepe lase, kot pri dečku in jih je privabil na čelo, čez ušesa in še globlje na vrat.«)
V zgodbi Heinrichja Bölla Wanderer, kommst di nach Spa ... je deček med drugim poleg partenonskega friza uvrščen kot klasični rekvizit humanistične gimnazije.
V zgodbi Ferdinanda von Schirachsa, The Thorn iz zbirke Verbrechen se čuvaj muzeja Feldmayer izgubi, ker ne more odgovoriti na vprašanje ali je deček našel trn. Iskanje v stopalu ostane neuspešno tudi s povečevalnim steklom in zdi se, da je Feldmayer vse bolj nejasen glede tega ali fant sploh lahko dobi trn in če je tako, ali ga je že izpulil.